# Шпрее
Шпрее (на немски: Spree; на долнолужишки: Sprjewja; на чешки: Spréva) е река в Германия (провинции Саксония, Бранденбург и Берлин) и Чехия (Устецки край), ляв приток на Хафел (десен приток на Елба). Дължина 382 km, площ на водосборния басейн 10 100 km².

## Географска характеристика
Река Шпрее води началото си от извор-чешма, на 499 m н.в., от северното подножие на Лужицките планини, на 1 km северно от град Ейбау, в югоизточната част на провинция Саксония, Германия. След около 15 km преминава през чешка територия (1,6 km) и отново се връща в Германия, като завива на север и до устието си тече през южната част на Северногерманската равнина. На около 10 km след град Котбус завива на запад, при Любенау – на север, а след това на изток и се влива от запад в езерото Швилохзее, като образува голяма изпъкнала на запад дъга. След изтичането си от езерото тече на север, а след отклонението на плавателния канал „Одер-Шпрее“ завива на запад-северозапад и запазва това направление до устието си. В западната част на Берлин (окръг Шпандау), на 29 m н.в. се влива отляво в река Хафел, десен приток на Елба.
Водосборният басейн на Шпрее обхваща площ от10 100 km², което представлява 41,92% от водосборния басейн на Хафел. Речната ѝ мрежа е двустранно развита. На изток водосборният басейн на Шпрее граничи с водосборния басейн на Одер, на югозапад – с водосборните басейни на Шварце-Елстер и други по-малки реки, десни притоци на Елба, а на запад и север – с водосборните басейни на Нуте и други по-малки реки, леви притоци на Хафел.
Основни притоци:
- леви – Даме (95 km, 1894 km²);
- десни – Льобауер-Васер (58 km), Шнарцер-Шьопс (67 km).

Шпрее има смесено снежно-дъждовно подхранване с повишено пролетно пълноводие и слабо изразено лятно маловодие. Среден годишен отток в устието 38 m³/sec.

## Стопанско значение, селища
По свеето течение рекат преминава през няколко естествени (Швилох и др.) и изкуствени (Бауцен, Шпремберг и др.) езера, които спомагат за целогодишното регулеране на оттокът ѝ. В долното си течение (182 km) Шпрее е канализирана и шлюзована и е плавателна за плиткогазещиречни съдове. Чрез плавателния канал „Одер-Шпрее“ се свързва на изток с река Одер (Одра).
Долината на реката е гъсто заселена, като най-големите селища са градовете: в Чехия – Варнсдорф в Чехия; в Германия – Еберсбах и Бауцен (Саксония), Шпремберг, Котбус, Любенау, Любен и Фюрстенвалде (Бранденбург) и столицата Берлин.

## Галерия
- Шпрее в Бауцен
- Шпрее северно от Бауцен
- Шпрее в Шпреевалд
- Мелница на Шпрее в Котбус
- Шлюзът Вернсдорф, свързващ Одер с Шпрее
- Шпрее в централен Берлин, заедно с моста Обербаум
- Музей Боде на Шпрее, Берлин
- Туристически корабчета по Шпрее
- Сливане на Шпрее (ляво) и Хафел